# Willem van Palts-Simmern
Willem (Simmern, 20 april 1468 – Trier, 1481) was een geestelijke uit het huis Palts-Simmern. Willem was de jongste zoon van hertog Frederik I van Palts-Simmern en Margaretha van Gelre. Hij volgde net als de meeste van zijn broers een carrière in de Kerk. In 1480 werd Willem kanunnik in het domkapittel van Trier. Hij overleed een jaar later en werd begraven in de Onze-Lieve-Vrouwekerk in Trier. Zijn grafsteen is verdwenen.